# UFC 90
UFC 90: Silva vs. Côté fue un evento de artes marciales mixtas celebrado por Ultimate Fighting Championship el 25 de octubre de 2008 en el Allstate Arena en Rosemont, Illinois.

## Historia
Se rumoreaba que el oponente original de Anderson Silva sería Yushin Okami, pero la pelea fue retirada después de que Okami sufriera una lesión.
La pelea programada entre Thales Leites y Goran Reljic fue retirada de la cartelera debido a una lesión sufrida por este último. Drew McFedries fue elegido como reemplazo de Reljic. Además, la pelea entre Gray Maynard y Rich Clementi fue trasladada a la tarjeta principal.
La pelea entre Diego Sánchez y Thiago Alves fue inicialmente programada para UFC 89, pero luego fue trasladada a este evento. Sin embargo, Sánchez sufrió una lesión mientras se preparaba para el combate y se vio obligado a retirarse. Josh Koscheck intervino para pelear en su lugar.
Melvin Guillard, quien estaba programado para enfrentarse a Spencer Fisher, fue reemplazado por Shannon Gugerty.
Ricardo Almeida fue reemplazado por Dan Miller debido a una lesión, mientras que Marcus Aurélio sustituyó al lesionado Gleison Tibau en otra confrontación.
El futuro campeón de la categoría de peso pesado Junior dos Santos hizo su debut en la promoción venciendo a Fabrício Werdum por nocaut técnico.

## Resultados
1. ↑  Por el Campeonato de Peso Medio de UFC.

## Premios extra
Cada peleador recibió un bono de $65,000.
- Pelea de la Noche: Sean Sherk vs. Tyson Griffin
- KO de la Noche: Junior dos Santos
- Sumisión de la Noche: Spencer Fisher